# Museu de Geociências do Instituto de Geociências da USP
O Museu de Geociências do Instituto de Geociências da Universidade de São Paulo é um museu localizado no interior da Universidade de São Paulo, mais precisamente no campus do Butantã, na Cidade Universitária Armando de Salles Oliveira. Seu acervo é diversificado e conta com áreas de geologia, mineralogia e paleontologia, estando aberto à visitação pública. Trata-se de uma unidade auxiliar ligada ao Instituto de Geociências da USP. Desde 1991, o Museu ocupa uma área de 550 m², localizada no primeiro andar do edifício principal do Instituto de Geociências da USP, mas possui também espaços abertos para outras e maiores exposições.

## História
O Museu de Geociências desenvolveu-se a partir do antigo Museu de Mineralogia do Departamento de Mineralogia e Petrografia da então Faculdade de Filosofia, Ciências e Letras da USP (FFCL). Teve início em 1935, por iniciativa do Prof. Dr. Ettore Onorato, Cadeira de Mineralogia e Geologia da FFCL-USP no período de 1935 a 1937, depois docente da Cadeira de Mineralogia e Petrografia (1938 a 1939).
O acervo do Museu foi formado, inicialmente, pela aquisição da coleção particular do engenheiro de minas José Belmiro de Araújo Ferraz em 1935, com a aquisição da coleção particular do banário Luiz Paixão Silva de Araújo Costa, em 1954, além das coletas de campo de professores e alunos do curso de graduação (primeiro Ciências Naturais, depois História Natural e Geologia) e com a doação da coleção particular de do empresário do ramos alimentício Carlos Ludovico Schnyder em 1984. Essas pessoas ajudaram na composição e criação do acervo do Museu, o qual iniciou com objetivo de apoiar trabalhos de ensino e pesquisas. No ano de 1957 quando a Universidade de São Paulo inaugurou o curso de Geologia e, nesse momento, o museu passou a ser também um laboratório para aulas práticas dos graduandos.
Em 1991  museu abriu para o público geral, no espaço que ocupa agora. Antes desta data ele era utilizado e visitado apenas pelos professores da Universidade, alunos e pesquisadores.
Em 1994 o Museu de Geociências da USP começou a ter um acolhimento diferenciado para fins didáticos, ou seja, visitas escolares. Este foi o momento em que começou a ter uma atenção à linguagem que era utilizada para explicação do acervo de acordo com a faixa etária dos visitantes.
Com apoio da Fundação Amparo à Pesquisa de São Paulo (FAPESP), o museu pôde ser reformado em 1999 e reinaugurado em 2000.
O Setor Didático disponibilizou alunos de graduação para acompanhamento em visitas monitoradas a partir de 2004.
Atualmente, o acervo vem sendo aumentado, principalmente, por doações feitas por professores, colecionadores particulares, alunos do curso de geologia e, também, pela aquisição de peças individuais.

## Acervo
O Museu de Geociências possui um dos mais importantes acervos do país, contendo cerca de 15 mil amostras de minerais, minérios, gemas, rochas, espeleotemas, meteoritos (entre estes o Itapuranga, o quinto maior do Brasil) e uma grande coleção de fósseis - com importantes espécimes brasileiras. A partir de 1981, houve uma grande reestruturação e diversificação no acervo, quando foram incluídas, além das amostras de minerais e cristais, amostras de rochas, gemas, meteoritos e fósseis. O Museu, antes predominantemente mineralógico, transformou-se no atual Museu de Geociências.
O acervo atual conta com aproximadamente 15 000 peças, das quais 1500 estão em exposição de longa duração.
A maioria das peças e amostras são brasileiras, mas há amostras de diferentes partes do mundo.
Cada uma das categorias - minerais, cristais, rochas, etc - tem critérios próprios de apresentação e particular atenção se dá aos minerais, que por serem mais numerosos são cuidadosamente expostos, obedecendo às normas internacionais de classificação.

### Classificação do acervo mineralógico

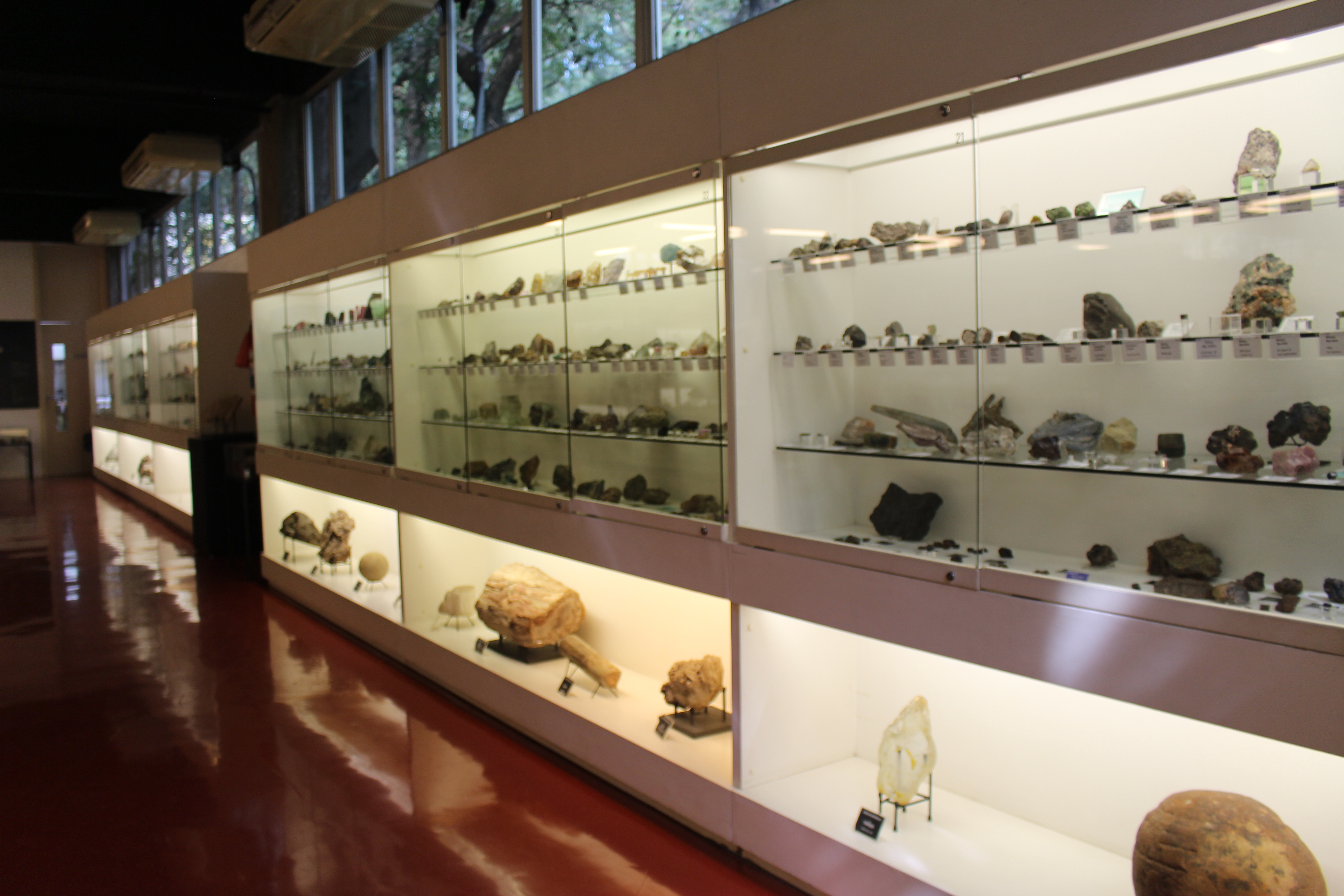
Parte do acervo de rochas, minérios e minerais. Classificados de acordo com James Dwight Dana.

O museu conta com um acervo mineralógico separado e classificado (colocar foto) de acordo com composições e afinidades químicas e aniônicas estabelecidas por James Dwight Dana (1813-1895), desta forma facilitando a identificação de cada material. A maioria dos museus de geociências utilizam dessa classificação.

### Reserva técnica
Visto que o museu é pequeno em questões de espaço, seu acervo está dispersado em três ambientes.Sua reserva técnica se encontra no térreo do Instituto de Geociências da USP e conta com a maioria das amostras do museu localizadas em quatro armários deslizantes com as amostras organizadas a partir da classificação aniônica de Dana.  Essas amostras precisam de um ambiente e materiais para acondicionamento. 

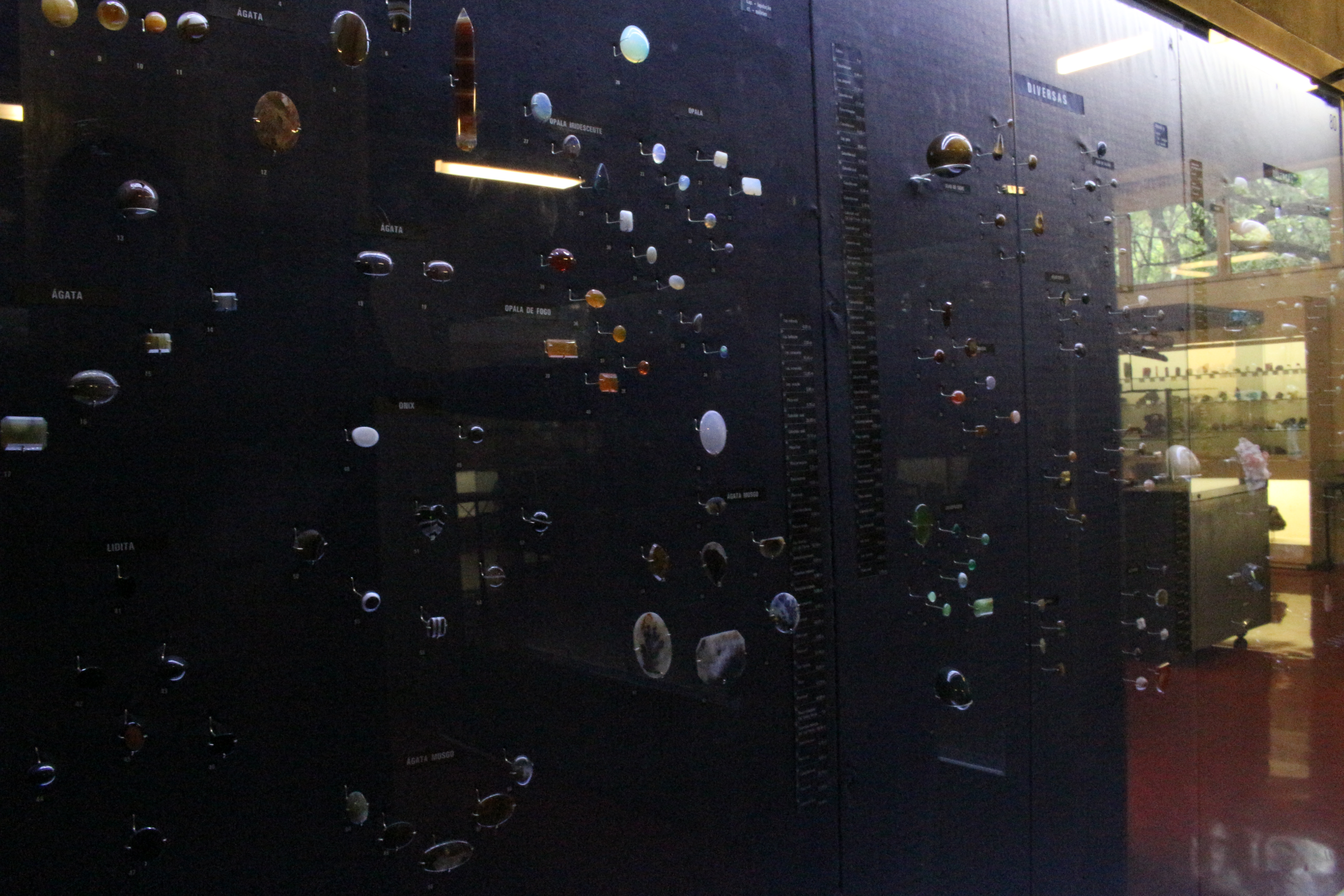
Acervo de gemas do Museu de Geociências da USP.

### Conservação
As amostras presentes no Museu de Geociências da USP precisam se manter conservadas mesmo após retiradas de seu ambiente natural, para isso compreende-se um conjunto de condições ideais. Em decorrência disto, as amostras devem estar sob "amostras de exposição (luz, temperatura, umidade relativa, impurezas do ar) e de reserva técnica (ambientes e materiais para acondicionamento). Contudo, apesar do cuidado, muitas amostras sofrem deterioração por variações das condições ambientais, seja por oxidação, umidade relativa do ar (causando desidratação), exposição a luz (alterando a cor), além do isolamento de materiais radioativos. 

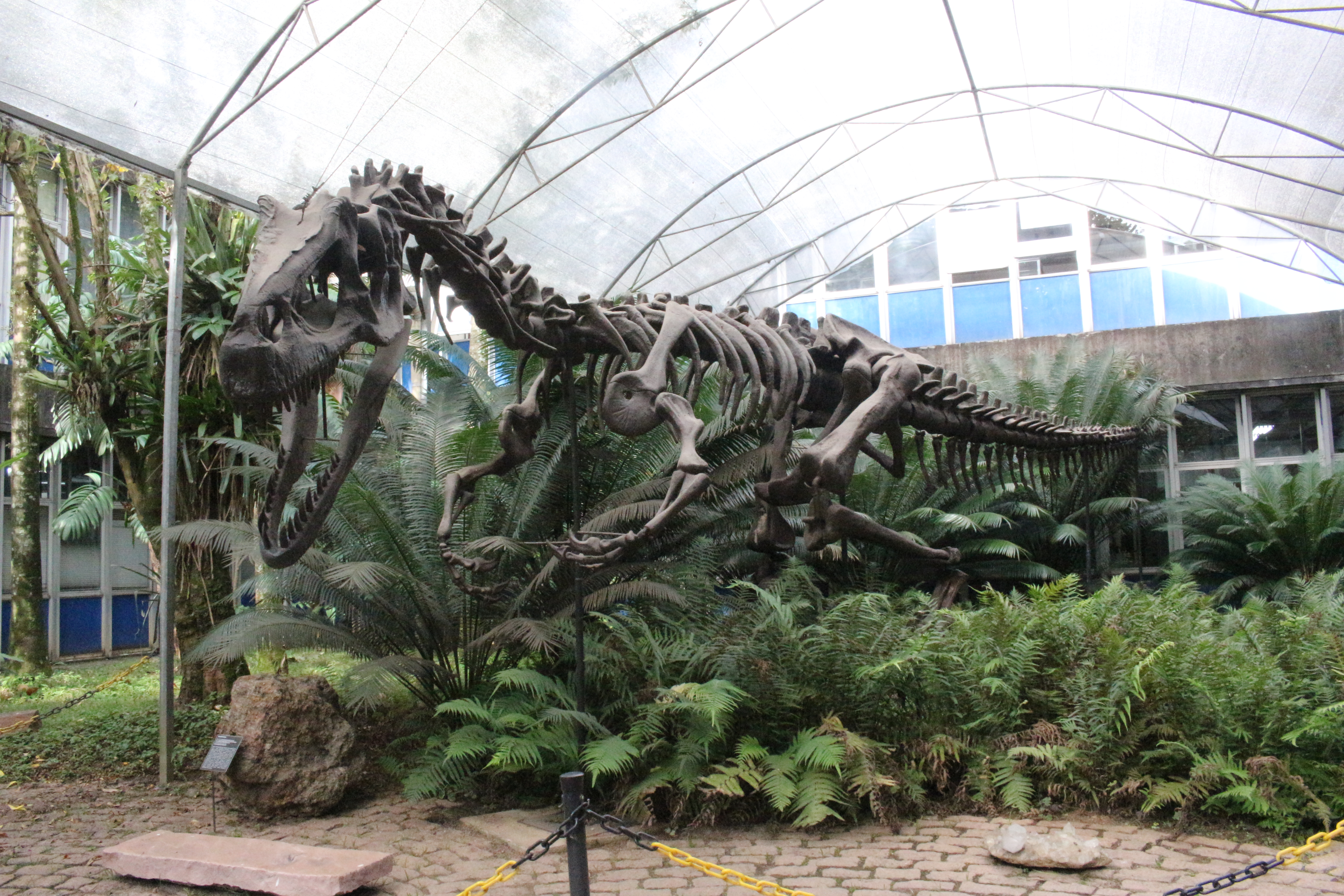
Réplica de fóssil em exposição no Museu de Geociências da USP. 12 metros de comprimento.

## Paleontologia
As exposições do Museu de Geociências da USP contam com uma parte reservada para os dinossauros. 

Há réplicas de fósseis de dinossauros agrupados com outros animais, assim promovendo uma visita mais completa. Ao fundo da maior réplica, 14 metros de comprimento, possui uma vegetação similar a da época em que esse dinossauro viveu. Assim, as folhas são constituídas por pteridófitas.  Essas visitas são, geralmente, em foco de escolas públicas e particulares e são realizadas junto a um mediador e assim se promove, junto ás perguntas e legendas, discussões com os visitantes.

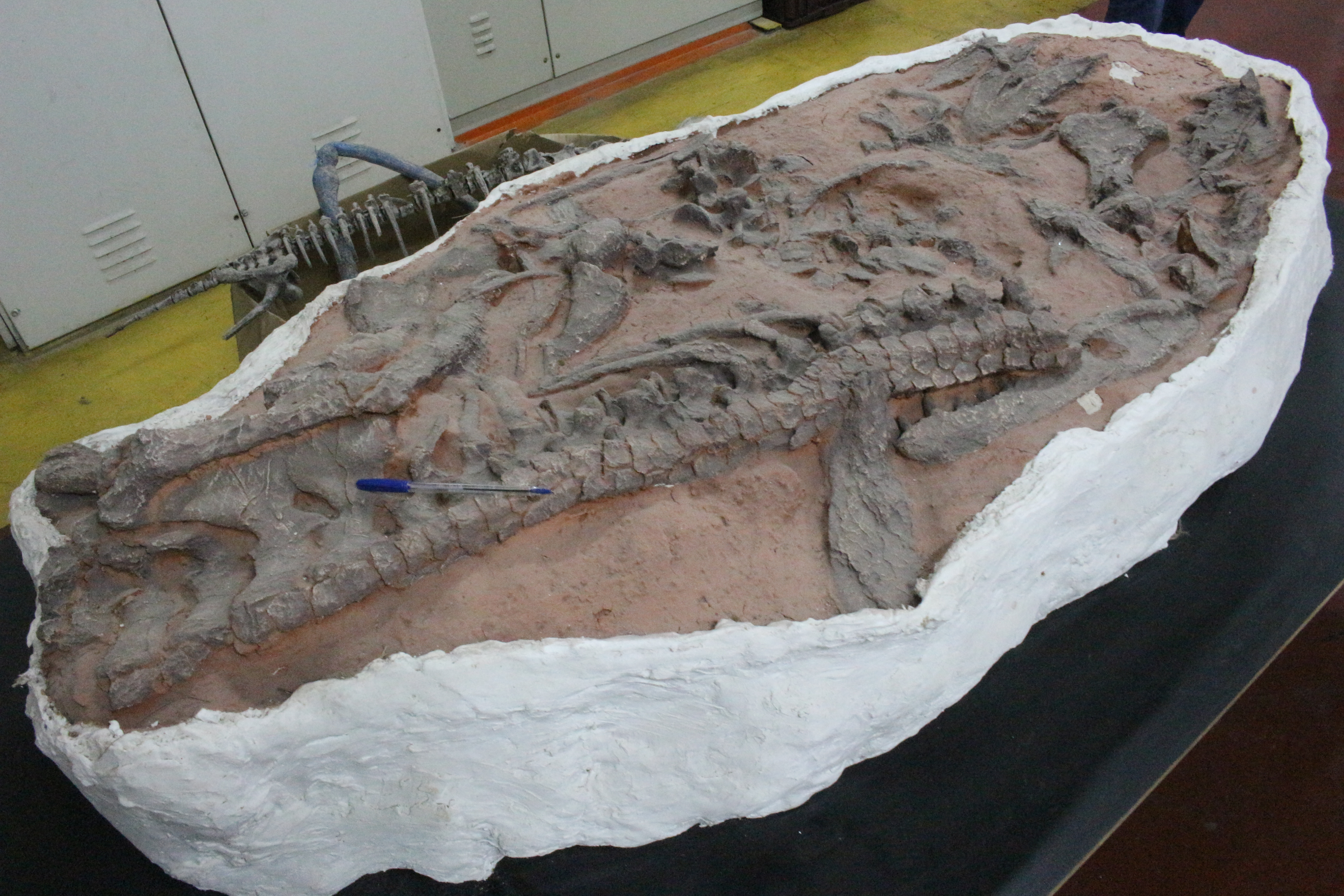
Réplica de fóssil de dinossauro em exposição no Museu de Geociências da USP. Imagem em escala.

No livro Dinossossauros e outros monstros, Luiz Eduardo Anelli fala sobre a vegetação e sobre os dinossauros que, alguns, podem ser visualizados a partir das réplicas no próprio Museu de Geociências da USP.

## Reforma
O Museu de Geociências da USP ficou 8 meses fechado para reformas e reabriu no meio do ano de 2000. Ele foi remodelado para se tornar mais didático e confortável.
Para essa reforma, o museu contou com um financiamento de R$ 200 mil reais, concedido pela FAPESP. 
Na reforma mais recente, o Museu ficou 20 meses fechado, a partir de outubro de 2023, voltando a reabrir ao público em 26 de maio de 2025.
Para essa reforma, o museu contou com financiamento do Edital de Modernização de Museus do CNPq, lançado em 2022. 

## Difusão
O Museu de Geociências da USP está com seu acervo disponível em plataformas digitais. As imagens são de domínio público e estão digitalizadas no Wikimedia Commons. Este projeto foi realizado por alunos da Faculdade Cásper Líbero e tem como objetivo aumentar o alcance sobre as informações do museu. Mas, já é uma tendência mundial a digitalização de imagens de acervos para livre acesso. 
Os museus da USP como Matemateca, Museu de Anatomia Veterinária e de Geociências fazem parte do Glam: Gallery Library Archive & Museums. Este processo conta com pessoas e organizações do mundo todo para viabilizar informações e imagens através do acesso pela internet e sem custo. 
Esse processo constitui de três etapas: primeiro, a digitalização das imagens; depois , o relicenciamento delas; e, por fim, a produção de um verbete sobre o museu relacionado às fotos para uso educacional. Assim, os museus podem ser estudados e acessados de qualquer lugar. 

### Didática

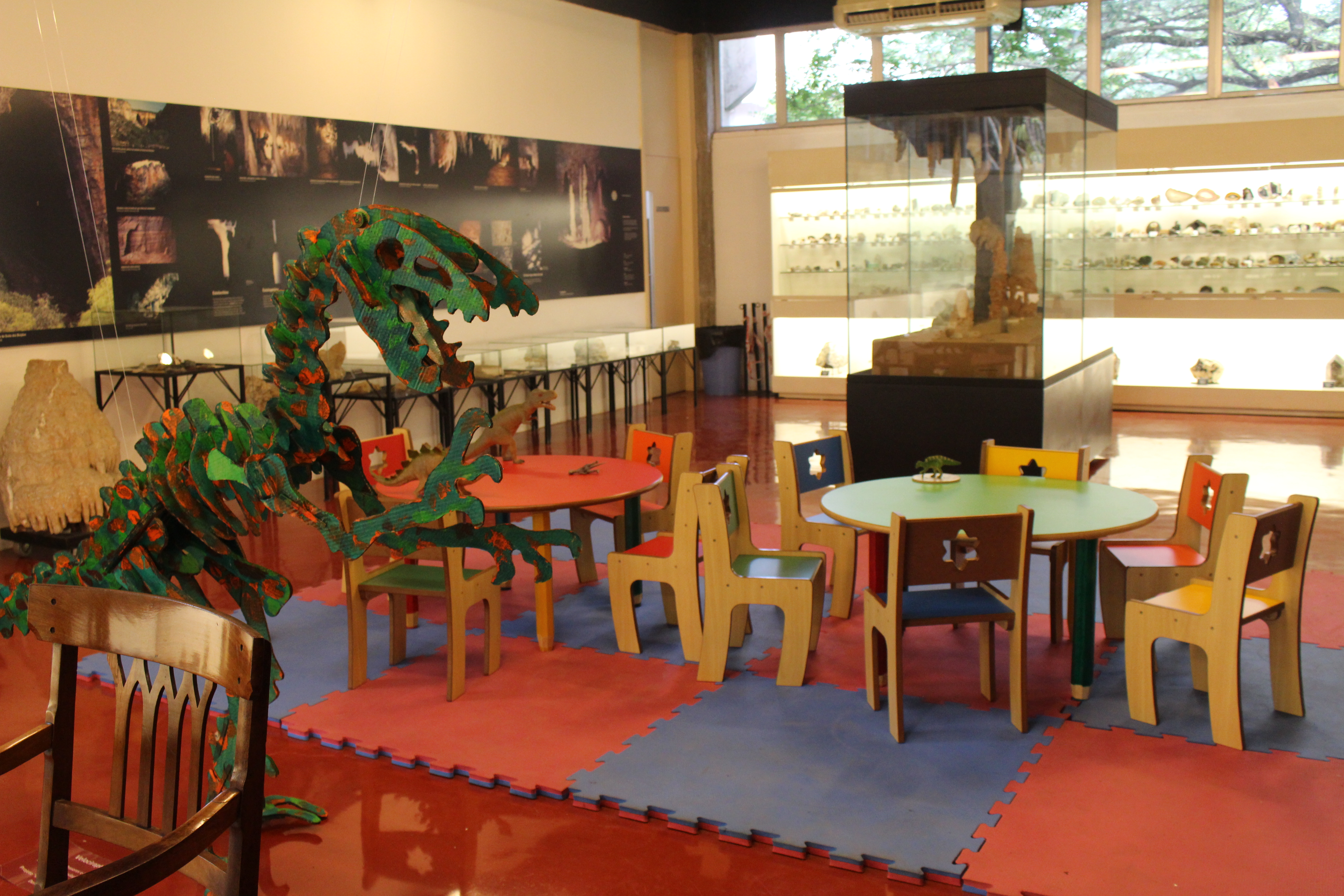
Área infantil no Museu de Geociências da USP.

Por contar com visitas para o público em geral mas principalmente para escolas de ensino básico, fundamental e médio (87%) e superior (6%), o museu conta com materiais além dos necessários para as aulas do curso de Geologia da USP junto com uma monitoria de guias para que a compreensão da exposição seja eficaz.

Esses mediadores, além de especializados na área que o museu exige, são estudantes do LiGEA (Curso de Graduação em Licenciatura Geologia e Educação Ambiental) e outros são voluntários do curso de Geologia da USP. De qualquer modo, todos os alunos recebem orientação para exercerem a função de mediador educativo. 

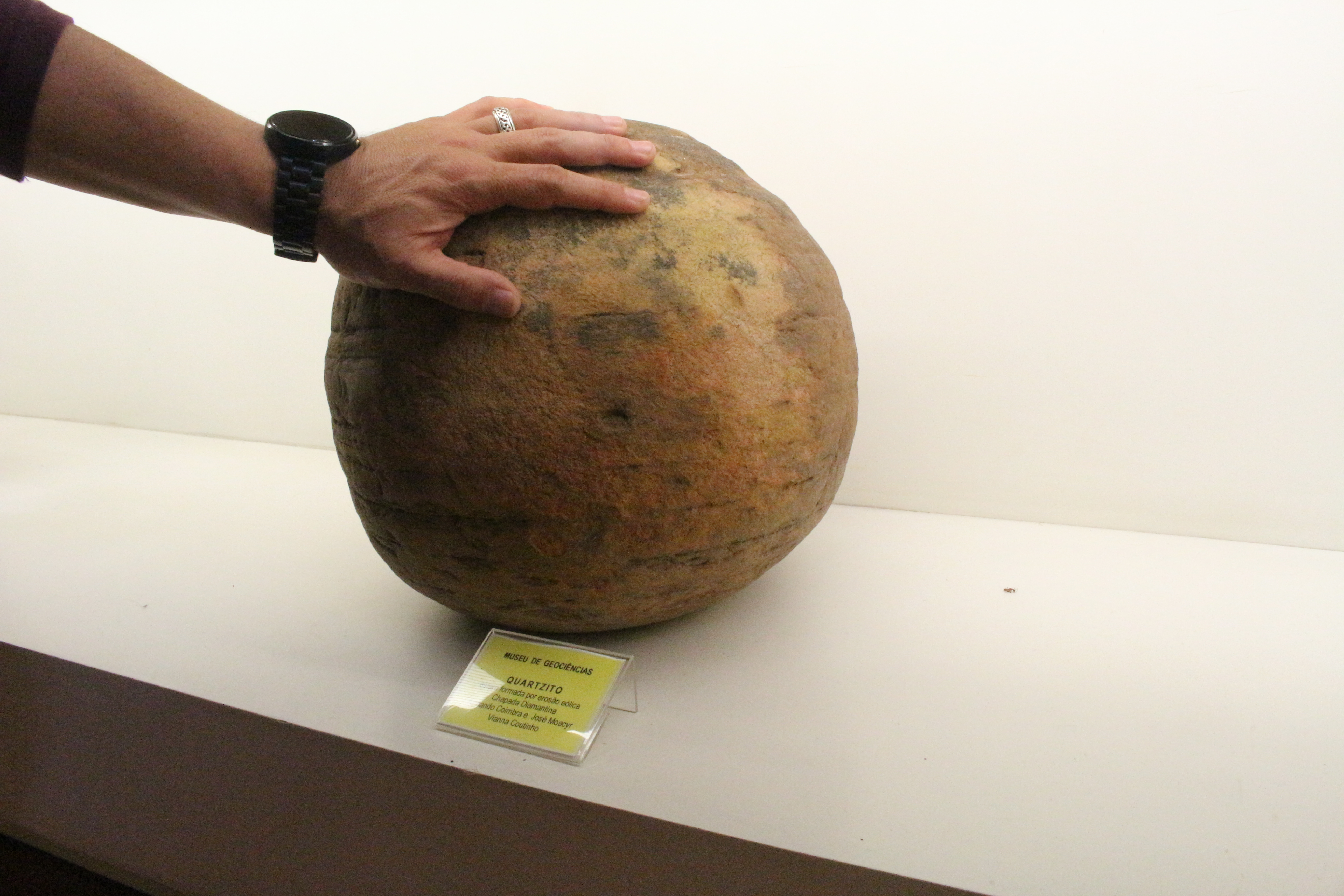
Imagem em escala. Museu de Geociências da USP.

### Extensão
O Museu é objeto de teses de estudantes de várias áreas voltadas a temas educacionais. Amostras de seu acervo são disponibilizadas para a realização de trabalhos científicos e fotos para livros didáticos. 

## Galeria

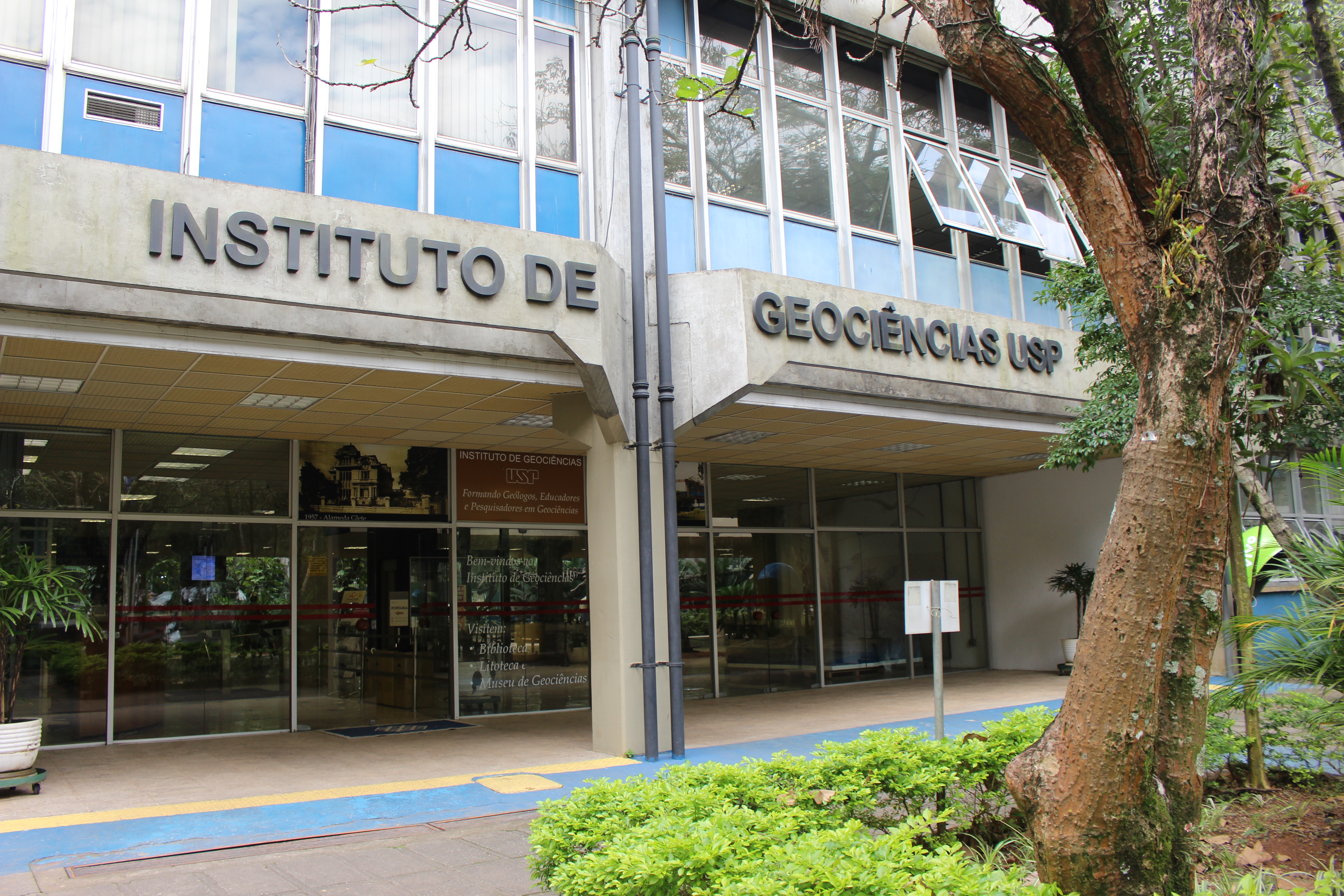
Prédio onde se localiza o Museu de Geociências da USP
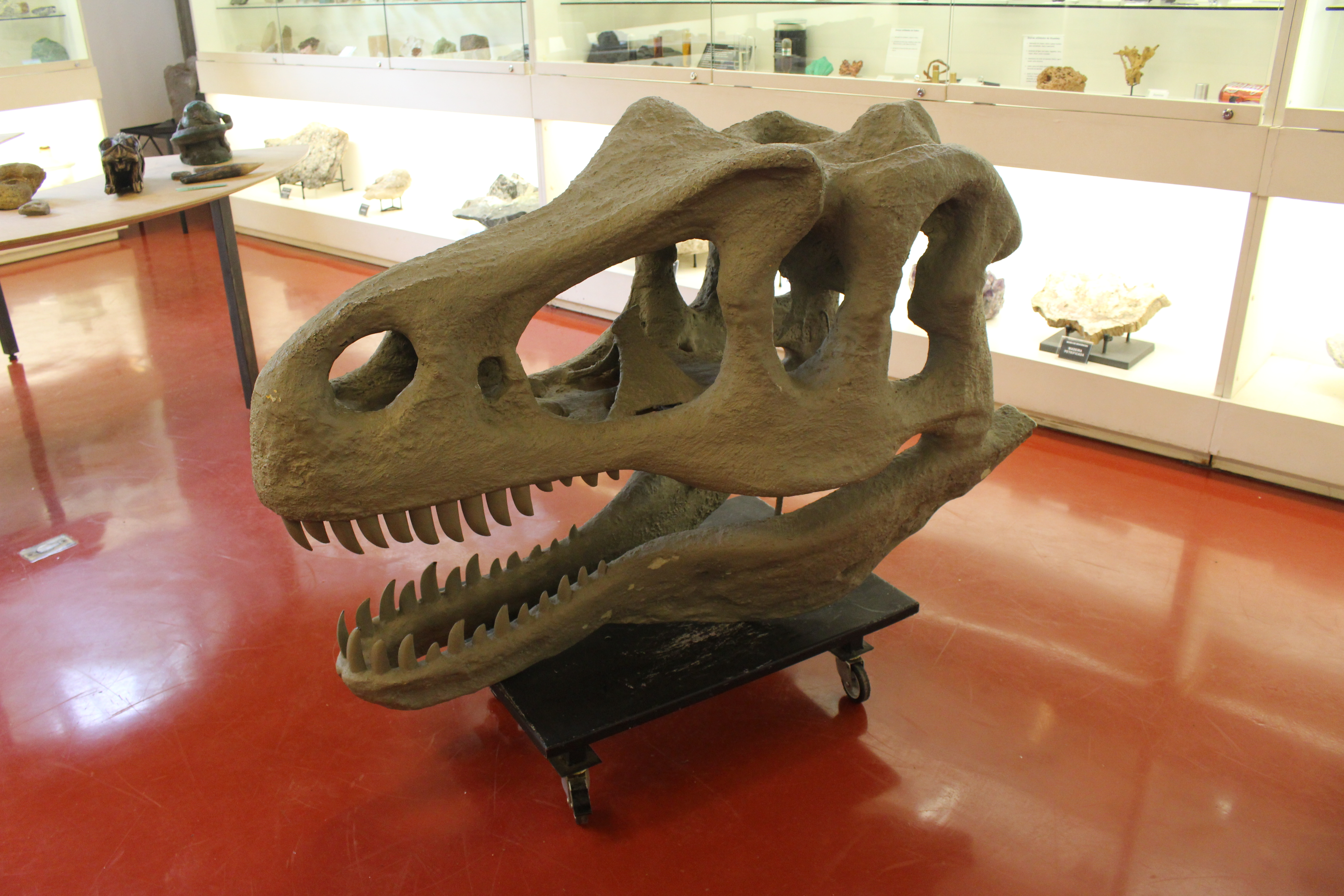
Réplica de fóssil
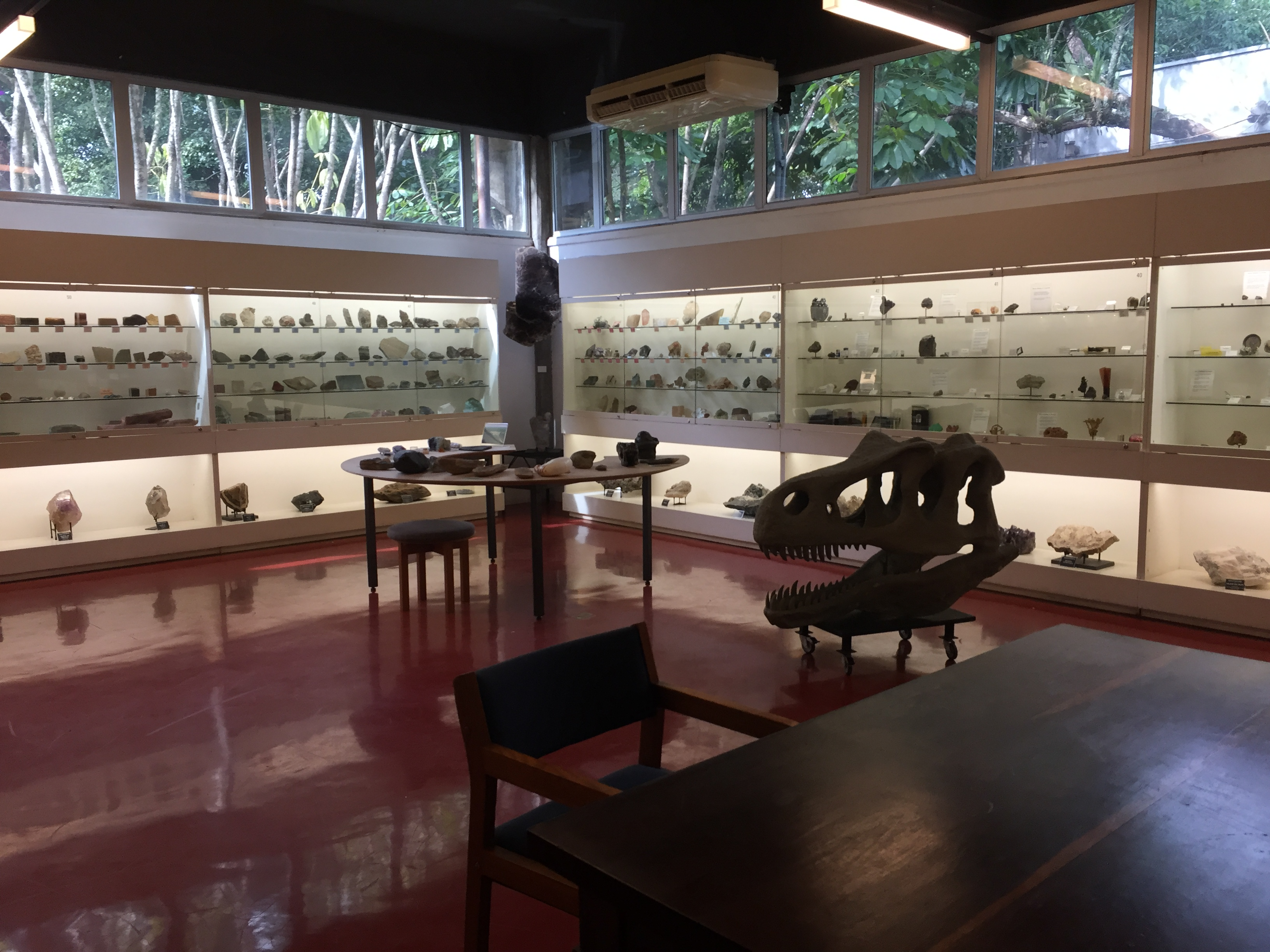
Acervo
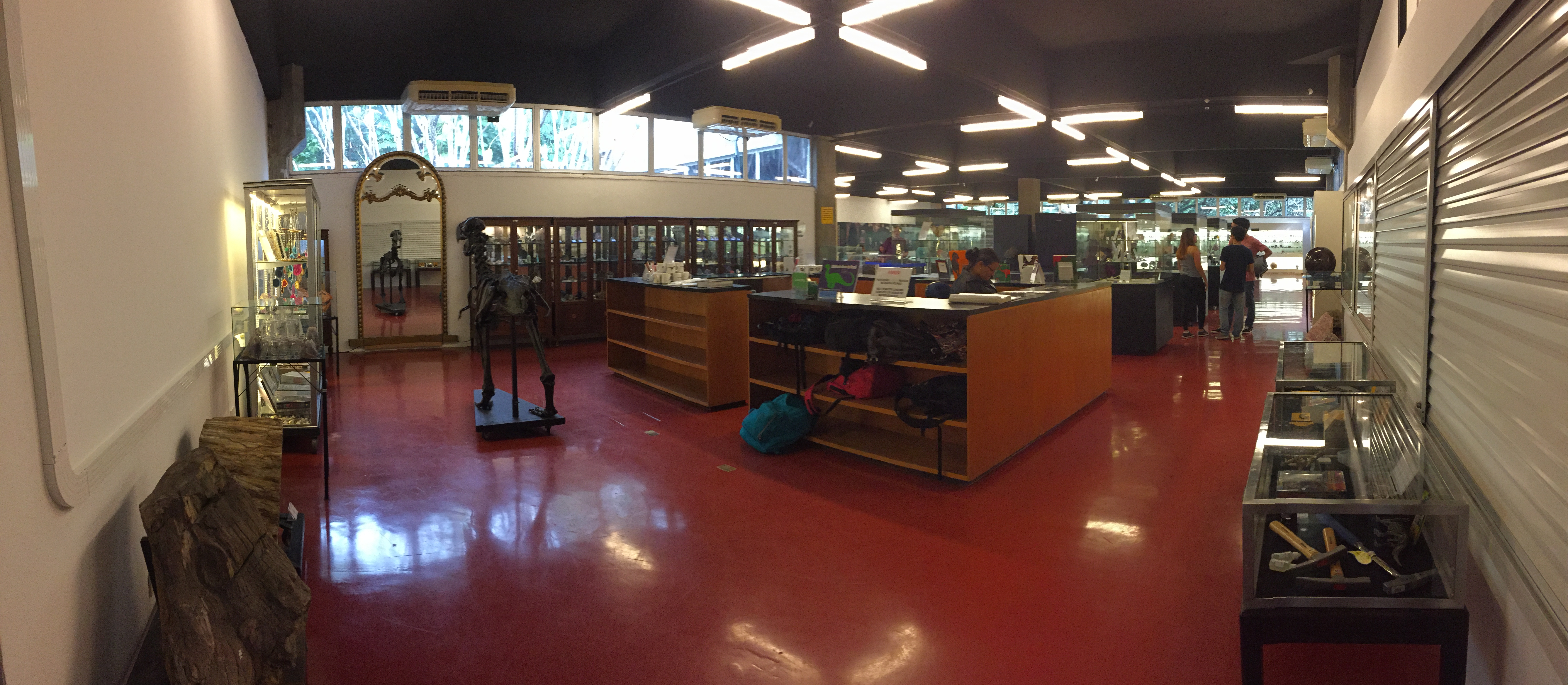
Vista panorâmica da entrada do Museu de Geociências da USP
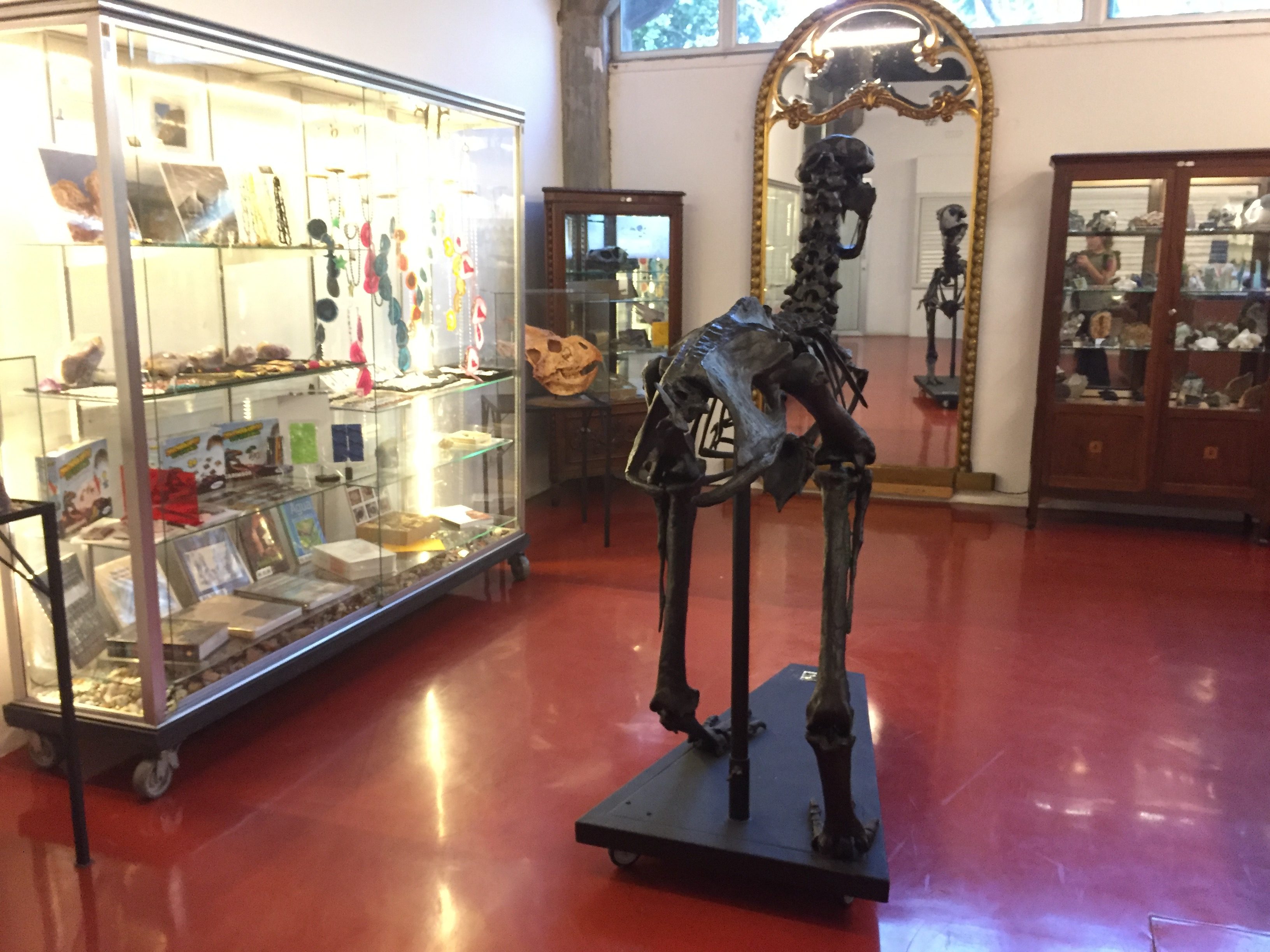
Fóssil de dinossauro - réplica.
Vista panorâmica do térreo. Onde há imitação de vegetação, réplica de fóssil e uma ametista.